# Eskdale (Cumbria)
Das Eskdale ist ein von einem Gletscher geformtes Tal in Cumbria in England, das in Ost-West-Richtung verläuft, und eine civil parish. In Eskdale leben 264 Einwohner (2001).
Der Fluss Esk fließt durch das Tal bis zu seinem Ästuar bei Ravenglass. Das Tal ist eines der wenigen Täler des Lake District, das keinen größeren See besitzt. Einige kleine Bergseen liegen an den Hängen des Tals.
Von Ravenglass im Westen führt eine Straße in das Tal hinein, die im Osten weiter über den Hardknott Pass führt.
Die Ravenglass and Eskdale Railway fährt zwischen Ravenglass und Boot durch das Tal und ist neben den umgebenden Gebirgszügen die Haupttouristenattraktion des Tals.
Das Gebiet von Eskdale wurde 2012 nach einer ersten Studie als eines von zwei möglichen Endlagerstätten für hochradioaktive Abfälle in Cumbria von der britischen Regierung benannt. Genauere Untersuchungen sollten die Eignung des Gebietes feststellen. Anfang 2013 beschloss Cumbria jedoch, aus der Machbarkeitsstudie auszusteigen.